# ARF5
ARF5‏ (ADP ribosylation factor 5) هوَ بروتين يُشَفر بواسطة جين ARF5 في الإنسان.